# Medhat Youssef
Medhat Youssef Mohamed (in arabo مدحت يوسف محمد‎?; Il Cairo, 5 gennaio 1927 – Giza, 23 novembre 2001) è stato un cestista egiziano.

## Carriera
Con l'Egitto ha disputato due edizioni dei Giochi olimpici (Londra 1948 e Helsinki 1952) e i Campionati mondiali del 1950.